# District de Moradabad
Le district de Moradabad (en hindi : मोरादाबाद ज़िला, en ourdou : مراد آباد ضلع) est l'un des districts de l'État de l'Uttar Pradesh en Inde.

## Géographie
Sa capitale est la ville de Moradabad. 
La superficie du district est de 3 718 km2 et la population au recensement de 2011 s'élève à 4 772 006 habitants.